# Będlewo
Będlewo – wieś w Polsce położona w województwie wielkopolskim, w powiecie poznańskim, w gminie Stęszew. Stacje kolejowe w pobliżu Będlewa: Stęszew, Mosina.
Wieś Bendlewo położona była w 1580 roku w powiecie kościańskim województwa poznańskiego.
W latach 1954–1959 wieś należała i była siedzibą władz gromady Będlewo, po jej zniesieniu w gromadzie Stęszew. W latach 1975–1998 miejscowość administracyjnie należała do województwa poznańskiego.

## Zabytki
W Będlewie znajduje się pałac z 1866 roku, wybudowany na polecenie Bolesława Potockiego. Od 1975 roku w posiadaniu Polskiej Akademii Nauk, która w latach 1979-1986 przeprowadziła remont kapitalny budynku. Aktualnie pałac pełni funkcję Ośrodka Konferencyjnego Instytutu Matematycznego PAN.